# Brodcze
Brodcze (biał. Бродча; ros. Бродча) – wieś na Białorusi, w obwodzie brzeskim, w rejonie stolińskim, w sielsowiecie Płotnica, przy Rezerwacie Krajobrazowym Środkowa Prypeć. W źródłach występuje także pod nazwą Brodcza.
Zamieszkane były przez szlachtę zaściankową. W dwudziestoleciu międzywojennym leżały w Polsce, w województwie poleskim, w powiecie stolińskim, w gminie Płotnica. Po II wojnie światowej w granicach Związku Sowieckiego. Od 1991 w niepodległej Białorusi.